# Wells Fargo Center (Philadelphia)
Wells Fargo Center is een overdekt sportstadion gelegen in de Philadelphia. Vaste bespeler zijn de Philadelphia 76ers en de Philadelphia Flyers.
De Democratische Partijconventie vond in 2016 plaats in het stadion.

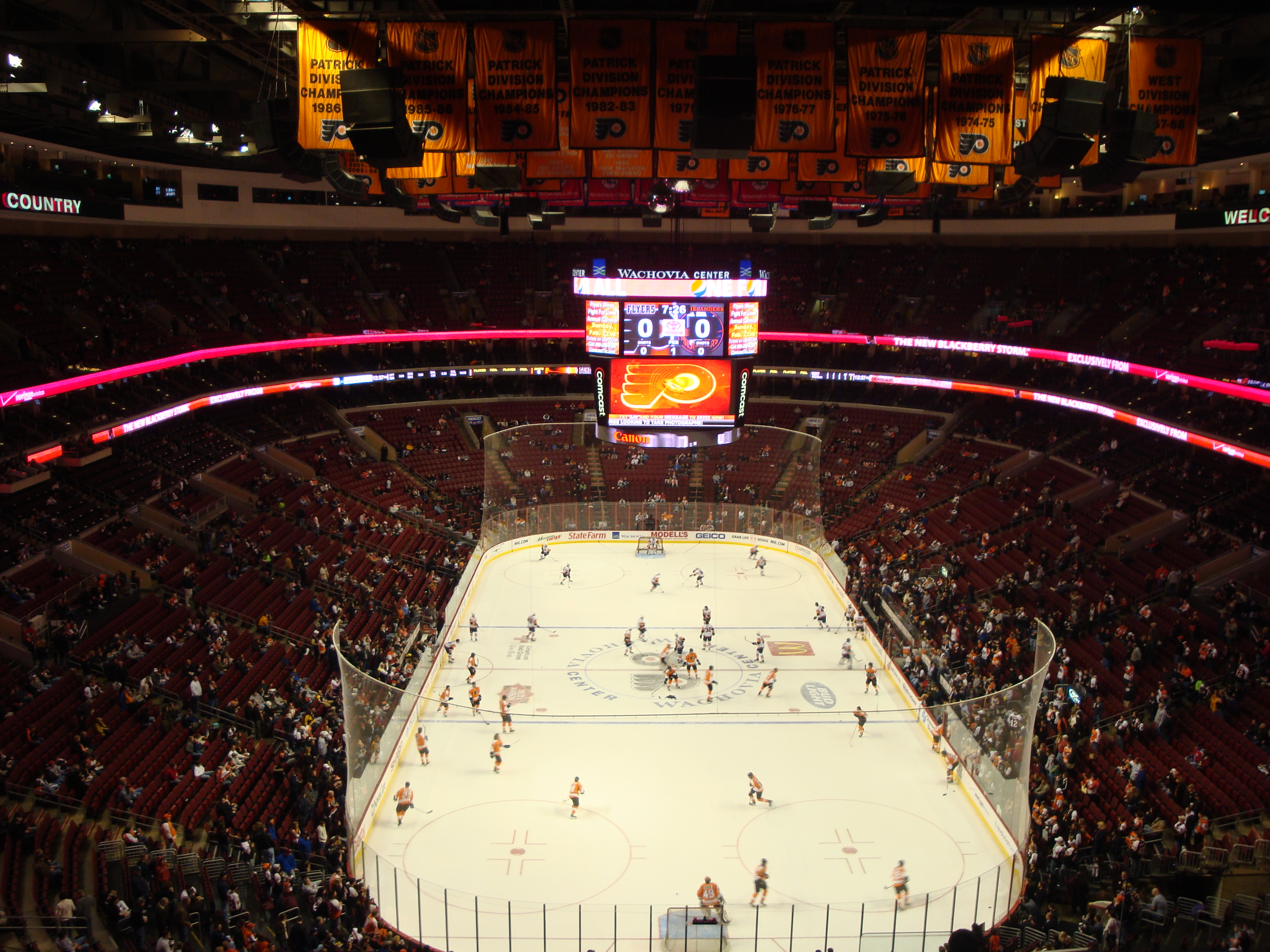
Wells Fargo Center voor een Flyers-wedstrijd